# Elementos do Grupo 11
O grupo 11 (1B) é o grupo conhecido como grupo do cobre, que é constituido dos seguintes elementos:
- Cobre (Cu)
- Prata (Ag)
- Ouro (Au)
- Roentgênio (Rg)